# Paseky nad Jizerou
Paseky nad Jizerou (deutsch Pasek) ist eine im Tal der Jizera (Iser) gelegene Gemeinde im Okres Semily, Liberecký kraj in Tschechien.

## Geografie
Das Bergdorf liegt im Norden des Landes auf dem Gebiet des Nationalparks Riesengebirge. Der höchste Punkt der Gemeinde ist der Gipfel Bílá skála (964 m), der tiefste Punkt ist der Wasserspiegel der Jizera (476 m). Einen Großteil der Fläche bedecken Fichtenwälder.

## Geschichte
Der Ort wurde 1654 erstmals urkundlich erwähnt. Die Bewohner waren hauptsächlich gewerblich tätig. Im 17. Jahrhundert arbeiteten in Paseky einige Glasmanufakturen; in dem Havírna genannten Ortsteil haben sich Reste eines Bergwerks erhalten; die örtliche Überlieferung spricht von einer Silbermine. Verbreitet war auch das Weberhandwerk. 1869 wurden in Paseky 212 Häuser mit 1710 Einwohnern gezählt.
Obwohl ausschließlich von Tschechen bewohnt, wurde das Dorf während des Zweiten Weltkriegs dem Großdeutschen Reich angegliedert. Nach Kriegsende wanderte ein Großteil der Bewohner aus. Die meisten Häuser gehören seitdem Auswärtigen und werden als Wochenend- und Ferienhäuser genutzt. Gegenwärtig leben nur noch 251 ständige Einwohner in Paseky. Die Haupteinnahmequelle ist der Tourismus. Im Ort befinden sich fünf Skilifte und zehn Pisten.

## Gemeindegliederung
Für die Gemeinde Paseky nad Jizerou sind keine Ortsteile ausgewiesen. Grundsiedlungseinheiten sind Havírna (Hawirna), Makov (Makow) und Paseky nad Jizerou (Pasek).

## Partnerschaften
Es besteht eine Ortspartnerschaft mit dem polnischen Jeżów Sudecki.

## Sehenswürdigkeiten
Die barocke Kirche des Hl. Wenzel stammt aus dem Jahr 1789. Im Pfarrhaus ist ein Museum eingerichtet, das die Volkskultur des 19. Jahrhunderts präsentiert.

## Söhne und Töchter der Gemeinde
- Im 19. Jahrhundert gründete der Dorflehrer Věnceslav Metelka († 1867) in Paseky eine Musikschule, die überregional bekannt wurde. Ihr Schwerpunkt lag auf dem Geigenspiel und dem Instrumentenbau. Metelka diente dem Schriftsteller Karel Václav Rais als Vorbild für seinen Roman Zapadlí vlastenci („Die verschütteten Patrioten“) von 1893.
- Johann Schowanek, der Gründer des Holzwaren- und Spieleherstellers Schowanek, wurde hier am 24. April 1868 geboren.[4][5]